# Todd Collins
Todd Steven Collins (Walpole, 5 novembre 1971) è un ex giocatore di football americano statunitense che ha giocato nel ruolo di quarterback nella National Football League (NFL). Al college giocò a football all'Università del Michigan.

## Carriera
Collins fu scelto dai Buffalo Bills nel corso del secondo giro (45º assoluto) del Draft NFL 1995. Giocò anche per Kansas City Chiefs e Washington Redskins, trascorrendo la maggior parte della carriera come quarterback di riserva dietro a Elvis Grbac e Trent Green nei Chiefs. Todd detiene il record per il maggior tempo trascorso tra due partenze come titolare, dieci anni e due giorni. Il 3 ottobre 2009 annunciò che si sarebbe ritirato a fine stagione ma nell'agosto 2010 firmò con i Chicago Bears. Dopo un infortunio del titolare Jay Cutler, Collins tornò a partire come titolare contro i Carolina Panthers ma dopo avere lanciato 4 intercetti fu rilevato da Caleb Hanie, ritirandosi definitivamente a fine stagione.

## Palmarès
- Giocatore offensivo della NFC del mese: 1

dicembre 2007

## Statistiche
Primati personali in grassetto
| ANNO   | SQUADRA | GARE | TIT | COMP | TEN | %     | YARD  | MEDIA | TD | INT | RAT   | MAX |
| ------ | ------- | ---- | --- | ---- | --- | ----- | ----- | ----- | -- | --- | ----- | --- |
| 1995   | BUF     | 7    | 1   | 14   | 29  | 48,3% | 112   | 3,9   | 0  | 1   | 44,0  | 18  |
| 1996   | BUF     | 7    | 3   | 55   | 99  | 55,6% | 739   | 7,5   | 4  | 5   | 71,9  | 95  |
| 1997   | BUF     | 14   | 13  | 215  | 391 | 55,0% | 2 367 | 6,1   | 12 | 13  | 69,5  | 77  |
| 1998   | KC      | 0    | 0   | 0    | 0   | 0     | 0     | 0     | 0  | 0   | 0     | 0   |
| 1999   | KC      | 0    | 0   | 0    | 0   | 0     | 0     | 0     | 0  | 0   | 0     | 0   |
| 2000   | KC      | 0    | 0   | 0    | 0   | 0     | 0     | 0     | 0  | 0   | 0     | 0   |
| 2001   | KC      | 1    | 0   | 3    | 4   | 75,0% | 40    | 10,0  | 0  | 0   | 106,2 | 26  |
| 2002   | KC      | 3    | 0   | 5    | 6   | 83,3% | 73    | 12,2  | 1  | 0   | 156,9 | 29  |
| 2003   | KC      | 5    | 0   | 9    | 12  | 75,0% | 74    | 6,2   | 0  | 0   | 90,3  | 20  |
| 2004   | KC      | 2    | 0   | 1    | 5   | 20,0% | 42    | 8,4   | 0  | 0   | 62,1  | 42  |
| 2005   | KC      | 2    | 0   | 0    | 0   | 0     | 0     | 0     | 0  | 0   | 0     | 0   |
| 2006   | WAS     | 1    | 0   | 0    | 0   | 0     | 0     | 0     | 0  | 0   | 0     | 0   |
| 2007   | WAS     | 4    | 3   | 67   | 105 | 63,8% | 888   | 8,5   | 5  | 0   | 106,4 | 54  |
| 2008   | WAS     | 0    | 0   | 0    | 0   | 0     | 0     | 0     | 0  | 0   | 0     | 0   |
| 2009   | WAS     | 3    | 0   | 12   | 23  | 52,2% | 144   | 6,3   | 0  | 0   | 71,6  | 46  |
| 2010   | CHI     | 2    | 1   | 10   | 27  | 37,0% | 68    | 2,5   | 0  | 5   | 5,9   | 19  |
| Totale |         | 51   | 21  | 391  | 701 | 55,8% | 4 547 | 6,5   | 22 | 24  | 71,8  | 95  |